# František Repka
František Repka (* 9. ledna 1966, Poprad) je bývalý československý lyžař, sdruženář. Po skončení aktivní kariéry působil jako sportovní funkcionář.

## Lyžařská kariéra
Na XV. ZOH v Calgary 1988 skončil v severské kombinaci v závodě jednotlivců na 30. místě. Na mistrovství světa v klasickém lyžování 1989 v Lahti skončil v severské kombinaci v závodě družstev na 6. místě. Ve světovém poháru skončil nejlépe na 3. místě v roce 1989 v Oberwiesenthalu.